# Bitter (magazin)
A Bitter havi közösségi magazin, 2010. február 16-án indult el Törökországban, a tulajdonos az All-In Media, Fatih Yüksel vezetésével. Magyarországon 2018 szeptemberében jelent meg, Ausztriában 2020 márciusa, Csehországban pedig 2020 novembere óta van jelen. Magyarországon saját gyártású műsorral is rendelkezik, ami szintén Bitter néven fut. A Bitter, Törökország első nemzetközi magazinmárkája a  közösségi és a társadalmi életet eseményeivel foglalkozik. 
A Törökországban immáron 10 éve piacon levő havi kiadvány jelenlegi főszerkesztője  Levent Çelikay. A Bitter nemzetközi polóversenyt szervez Bitter Polo Cup néven.